# 南部地区 (イスラエル)
南部地区（なんぶちく、ヘブライ語: מחוז הדרום、アラビア語: منطقة الجنوب、Mehoz HaDarom）は、イスラエルの行政区画である。中心都市はベエルシェバ。

## 概要
イスラエルの南部に位置し、イスラエル全土の面積の約2/3を占めるが、面積の大部分は砂漠地帯（ネゲヴ砂漠）である。人口の約半数は地区内の北部に位置するアシュケロン、アシュドッド、ベエルシェバの各都市に集中している。南端にはアカバ湾に面する港湾都市エイラートが位置する。

## 隣接行政区画
- 中央地区 (イスラエル)
- エルサレム地区
- ヘブロン県
- ベツレヘム県
- カラク県
- タフィラ県
- アカバ県
- 南シナイ県
- 北シナイ県
- ラファフ県
- ハーン・ユーニス県
- ディール・バラフ県
- ガザ県
- 北ガザ県
- (地中海)

## 地理

### 自治体
2つの郡の下に38の自治体（市 - 12、町 - 11、村 - 15）がある。
- アシュケロン郡
  - アシュケロン市
  - アシュドッド市
  - キルヤット・ガト市
  - キルヤット・マラヒ市
- ベエルシェバ郡
  - アラド市
  - エイラート市
  - オファキーム市
  - スデロット市
  - ディモナ市
  - ネティヴォト市
  - ベエルシェバ市
  - ラハト市